# Кудрявська Людмила Борисівна
Кудря́вська Людмила Борисівна (12 вересня 1943, станиця Пашковська Краснодарського краю, Росія) – письменниця, членкиня Національної спілки письменників України (1973), журналістка, перекладачка, авторка понад чотирьох десятків поетичних збірок та книжок для дітей.

## Життєпис
Народилася в родині військовослужбовця у роки Другої світової війни. Батьки-вчителі прищепили обом дітям – Людмилі та її братові Руслану – любов до літератури.
У 1945 році родина Кудрявських переїхала до міста Хуст на Закарпатті. Тут Людмила Кудрявська навчалася в дитячій музичній школі.
У 1956 році сім'я Кудрявських приїхала до міста Мукачево на Закарпатті, де майбутня поетеса вступила до сьомого класу середньої школи № 1 імені О. С. Пушкіна. Дебютувала як поетеса у районній газеті «Прапор перемоги» (від 5 червня 1959), наслідуючи батька-поета.
У 1960 році Людмила Кудрявська вступила до Ужгородського державного університету на філологічний факультет. Наставником і редактором її першої книжки став письменник Фелікс Кривін.
У 70-х роках XX століття Людмила Кудрявська навчалася на Вищих літературних курсах у Москві при Літературному інституті імені О.М. Горького (1975-77).
Працювала у відділі культури газети «Закарпатська правда» (1965–72); літературною та музичною редакторкою художньої редакції Закарпатського комітету з телебачення та радіомовлення (1972–75); редакторкою відділу критики та бібліографії журналу «В мире книг» (Москва, 1977–82); завідувачкою відділу культури газети «Вісті Ужгородщини» (1985–2000).
Перекладає поезію з вірменського, башкирського, угорської, грузинського, казахського, української мов. Вірші Людмили Кудрявської перекладено угорською, осетинською, словацькою,  українською, французькою мовами.
Пише російською мовою. Поезія глибоко лірична, звернена до морально-етичних глибин, філософська.

## Творчість

### Найвідоміші твори
- Баллада о ромашке: Стихи (Ужгород, 1964)
- Лучи сквозь ладони: Лирика (Ужгород, 1972)
- Забытое слово: Стихи (Москва, 1984)
- Улица в аэропорт: Стихи (Ужгород, 1986)
- Круг: Лирика (Ужгород, 1994)
- Книга Любви: Стихи и поэма (Ужгород, 2002)
- Возраста нет души: Лирика (Ужгород, 2003)
- Повесть о Белкине: Мозаики, стихи. (Ужгород, 2004)
- Летающие деревья: Рассказы (Ужгород, 2004)
- Будет лето: Лирика (Ужгород, 2006)
- За радугой: Стихи (Ужгород, 2007)
- Между небом и землей (Ужгород, 2009)

### Твори для дітей
- Сосенка (Київ, 1975)
- Начинай считать слонов! (Москва, 1979)
- Кто молчит за окном (Київ, 1983)
- У меня везде друзья (Київ, 1988)
- День рожденья Муравья (Ужгород, 1995)
- Как зовут тебя, собачка? (Ужгород, 2006)
- Храбрый кролик (Ужгород, 2007)

## Нагороди і відзнаки
2002 – Обласна літературна премія імені Федора Потушняка
2007 – Обласна літературна премія імені Федора Потушняка
2009 – Незалежна літературна «Руська премія»
2012 – Обласна літературна премія імені Федора Потушняка